# Voestalpine
Voestalpine AG è un'azienda austriaca nel ramo della siderurgia e impianti con sede a Linz. Nel 2017 è stata una delle società più profittevoli d'Europa.
Il 47% della produzione è in Austria. Le sedi inoltre sono a Leoben in Stiria e a Krems an der Donau.
Il nome deriva da VÖEST (Vereinigte Österreichische Eisen und Stahlwerke) e ÖAMG (Österreichische-Alpine Montangesellschaft) nata nel 1881.

## Storia

### Alpine Montan (1881-1945)
La Alpine Montangesellschaft nasce a Vienna nel 1881, produttore di acciaio. Il nocciolo delle attività rimase nei decenni in Stiria. Nel 1912 il presidente fu Karl Wittgenstein.
Nel 1922 il 56% della Alpine Montangesellshaft era della FIAT (Camillo Castiglioni), e fu venduto a Hugo Stinnes della Vereinigte Stahlwerke AG (VS).

### Privatizzazione (1990-2001)
Nel 1990, Österreichische Industrieholding AG diventa Austrian Industries AG. Nel 1993, tre aziende si formarono da Austrian Industries AG--Voest-Alpine Technologie AG, e Voest-Alpine Stahl AG, e Böhler-Uddeholm. Nel 1995, Voest-Alpine venne messa in Borsa alla Wiener Börse. e il Governo austriaco vendette le sue azioni nel 2003. Voest-Alpine Stahl detiene il 21,25% di Voest-Alpine Technologie, che nasce dalla Voest-Alpine Industrieanlagenbau, separata nel 1956.

### Voestalpine AG (2001-presente)
Nel 2001, il nome cambia da Voest-Alpine Stahl Group in voestalpine AG.
Nel 2006, voestalpine decide di vendere il gruppo vendite acciaio. Voestalpine Stahlhandel diventa Cognor Stahlhandel, sempre a Linz, e parte di Cognor Group, della Zlomrex S.A. Capital Group.
Nel 2007 acquisisce il 20,95% di Böhler-Uddeholm, nata dalla fusione di Böhler Group con la svedese Uddeholm AB. Nel 2008 acquisisce il 90,24% di Böhler-Uddeholm.